# عماد ناصف
عماد ناصف (20 - يونيو - 1966) صحفى وكاتب مصري له كتابات متميزة تحقيقات وحوارات وأخبار ومقالات وحصل على العديد من الجوائز منها جائزة منظمة اليونيسيف عن أفضل عمل صحفى ناقش مشاكل الأطفال عام من خلال ملف صحفى ناقش بإنسانية شديدة كل هموم وآلام وأحلام الأطفال وجائزة أفضل تحقيق صحفى في مصر. ناقش قضايا حقوق الإنسان من المجلس القومي لحقوق الإنسان وخاض عشرات البرامج والدورات التدريبية في الاعلام وحقوق الإنسان والتنمية البشرية والإدارة وله العديد من المؤلفات.
وقد حل الكاتب الصحفي عماد ناصف ضيفًا على البرنامج الإذاعي أرشيف صحفي للحديث عن أرشيفه الصحفي الممتد لأكثر من 35 عامًا، وذلك مع الإذاعي محمد عبد العزيز مدير عام إذاعة القاهرة الكبرى.

## المناصب التي تقلدها
- عضو نقابة الصحفيين المصرية
- عضو اتحاد الصحفيين العرب
- عضو المنظمة العربية لحقوق الإنسان
- عضو المنظمة العربية للإصلاح الجنائي

## مؤلفاته
- زمن فيفى عبده:[4] كتاب أثار جدلا كبيراً عند صدوره وواجه مشاكل قضائية كثيرة ويتحدث فيه عمادناصف عن التناقض الشديد الموجود في المجتمع بين شديدى الثراء وشديدى الفقر ويرصد مظاهر هذا التناقض من خلال مغامرات صحفيه خاضها الكاتب وخرج لنا بفصول (حفلات الشيكولاته) (سيارات الهبيشه) (كلاب خمس نجوم) وغيرها ورصد الكاتب في كتابه صور شديدة القسوة لفئات وصفها بالفاسدة وكيف تعيث في الوطن فساداً وهي لاتحمل اية مؤهلات لا اجتماعية ولا ثقافية ولا مهنية تبرر لها هذا الثراء شديد الفحش والذي تم استغلاله لقهر واستفزاز فئة أخرى تعيش تحت خط الفقر ورصد نماذج لبعض ملامح هذا التناقض الشديد بالفارق بين ماتحصل عليه راقصة وماتحصل عليه عالمة في المركز القومي للبحوث وتجول بنا في عالم الليل الذي يعيشه الكبار بكل تفاصيله المستفزة وعالم آخر يحياه فقراء ينامون وفي عيونهم تسكن كل دموع العالم. جاء في مقدمة الكتاب الذي صدرت طبعته الأولى عام 1994 "في زمن مضى كان عبد الحليم حافظ رمزا لعصر وقبله كانت أم كلثوم رمزا لعصر. أما في هذا العصر فقد أصبحت فيفي عبده هي الرمز والقدوة والمثل !! في زمن كان الوطن العربى يتجمع من المحيط إلى الخليج خلف صوت ام كلثوم واليوم أصبح الجميع يلهثون خلف رقص فيفي عبده ولم تعد فقط رمزاً للفن ولكن أصبحت رمزا لكل شيء؛ السياسة والفكر والأدب والكتابة حتى الاقتصاد !! فما تستطيع ان تفعله هي لا يستطيع ان يفعله محمد حسين هيكل!! فهى تستطيع ان تشعل حرباً أو تمنعها!! في وقت يفشل فيه الساسة.. وهذ ليس ذنبها ولا عيب فيها ولكن ذنبنا نحن وعيبنا نحن. وفي هذا الكتاب لا اتعرض لفيفي عبده كأنسانة ولا حتى كفنانة ولكن كشخصية عامة أصبحت في ظل ظروف اجتماعية وسياسية واقتصادية يمر بها المجتمع أصبحت رمزاً لزمن بأكمله ولمجتمع بكاملة وانا لم ابتكر هذه التسمية من عندى ولم ابتدعها ولكن سمعتها من آلاف الغلابة.. عندما يشتد بهم الهم والغم تجدهم يرددون "ياعم.. ما احنا في زمن فيفى عبده" !! في هذا الزمن عندما يكتب هيكل ويروى نجيب محفوظ لا يسمع أحد وكن عندما تقول فيفى عبده حزمنى يا بابا يرددها الوطن العربي كله.. فما الذي حدث؟ وما الذي جرى.. ؟ في مصر أكثر من 100 الف مليونير.. وفي مصر 8 ونصف مليون أسرة تعيش تحت خط الفقر !!.. في هذا الزمن تتناثر علب الليل في كل مكان ومايدور بداخلها.. وشذوذ داخل الفنادق الخمس نجوم وملايين تنفق على تربية الكلاب..وفيه أيضاً آلاف الأطفال الذين يموتون من أجل زجاجة دواء..!! انه زمن عجيب وغريب.. زمن مرعب.. والمعركة مع هذا الزمن ورمزه يجب أن تكون معركة الجميع.. وفيفي عبده ليس الا رمز من رموز هذا الزمن وفي مصر مليون فيفى عبده تحت أسماء واقنعة مختلفة.. اننى اتحدث عن زمن جديد.. له قوانين جديدة.. وقدرها أن تكون هي رمز لهذا لا الزمن وقدرنا أن نكون نحن ضحاياه.. انها صرخة مكتومة اسطرها.. فانا اخاطبك أنت.. الإنسان الذي تبحث عن الحقيقة. قد تكون أحد ضحايا هذا الزمن وقد تكون أحد صانعيه.. فاذا كنت ضحية فقم وابحث عن حل.. وان كنت من أحد صانعية فكف عن بث سمومك.. كف عن ارساء هذه القوانين الشاذه فاول من سيدفع ثمن هذا الزمن هم أبناءك وبناتك مهما حصنتهم بالملايين.. وإلى كل من بجانبيه قلب ينبض وضمير تدب فيه الحياة.. حطموا الستائر السوداء وعها هذا الزمن الردئ.. زمن فيفى عبده.. وإذا كنت قد بدأت بقلمى وانا اعرف مايمكن ان يحدث لى وله.. فعزائى انك أنت من دفعت من قوتك لتشترى هذا الكتاب ستكون أو من يأخذ بثأرى "ان الله يدافع عن الذين آمنوا" صدق الله العظيم
- فنانات تائبات: أول كتاب تحدث عن ظاهرة حجاب الفنانات، اجرى حوارات مطولة مع الفنانات المحجبات شمس البارودي، هناء ثروت، هالة الصافي، نسرين، وسهير رمزي، وياسمين الخيان، ومها صبري، ومديحة كامل وغيرهن كما حاور المؤلف الشيخ الشعراوي والدكتور مصطفى محمود وغيرهم حول هذه القضية.
- الحلم العربي أبدً لن يموت: كتاب يرصد الواقع العربي الآن.
- فضائح الكبار: يكشف بالصور والمستندات مايدور في عالم الكبار.
- الملفات السرية: يغوص في عالم الفساد في المجتمع المصري في عهود الملك فاروق وجمال عبد الناصر والسادات ومبارك وكيف اختلفت هذه العهود في كل شيء واجتمهت على شيء واحد وهو ان كل عهد ملئ بنوع يخصه من الفساد.
- بيوت من زجاج: يعرى عالم رجال الأعمال الذين يتاجرؤون بكل شى في سبيل مصالحهم.
- فتيات للتصدير: كتاب كشف عند صدوره كيف يتم المتاجرة بعرض الوطن وتصدير فتياته وبيع لحمه.
- الجنس في الجامعة: كتاب كشف تفاصيل مايدور داخل الجامعة ورغم أنه صدر عام 2000 الانه كشف مبكراًعن اللغة الجديدة للشباب كيف يتحدثون كيف يفكرون وكيف يعيشون عالمهم الخاص وكيف انتشر الزواج السرى والعرفى والمسيار والهبة وغيرها من صور الزواج الوهمى بين شباب وبنات الجامعة.
- اغتيال داعية: صدر عام 1993 عن دار الهدف للنشر وهو كتاب خرج بمناسبة الهجوم العنيف والجدل الذي ثار وقت نشر الكتاب عن الشيخ عمر عبد الكافي وذهب الكتاب ليجيب على عدة تساؤلات منها من هو الدكتور عمر عبد الكافى؟ وهل هو داعية صنعته السلطة؟ أم صنعه المتطرفون؟ وهل هو نجم الكاسيت الذي يدعو من خلال شرائطه إلى الإرهاب والتطرف؟ وهل هو شيخ اثارة الفتنة الطائفية؟ وهل هاجم الشيخ الشعراوى والشيخ الغزالى؟ وهل هو حقاً شيخ النساء وهل دعوته قاصرة على الاغنياء والمرفهين؟ وهل هو الرجل الذي وقف خلف حجاب الفنانات؟ عشرات من الاسئلة أجاب عنها الرجل في حوار طويل نشر في كتاب..
- من الملاليم إلى الملايين
- نساء من ذهب
- جمهورية الخوف

## صحف كتب بها
- الاحرار المصرية
- السفير اللبنانية
- أخبار الجمهورية التونسية
- القبس الكويتية
- رأس تحرير مجلة أميرة اللندنية وألحان اللبنانية والاستقلال المصرية
- نائب رئيس تحرير جريدة الديار